# Тьєррі Анрі
Тьєррі́ Анрі́ (фр. Thierry Henry фр. вимова: [tjɛʁi danjɛl ɑ̃ʁi]; нар. 17 серпня 1977, Лез-Юліс, Франція) — французький футболіст і футбольний тренер. Наразі очолює тренерські штаби молодіжної та олімпійської збірних Франції.
Чемпіон світу 1998 року, Чемпіон Європи 2000 року, віцечемпіон світу 2006 року, переможець Ліги чемпіонів УЄФА і чемпіонатів Франції, Англії та Іспанії, володар Кубка конфедерацій. Виступав на позиціях нападника і крайнього півзахисника в таких клубах, як «Монако», «Ювентус», «Арсенал», «Барселона» та «Нью-Йорк Ред Буллз».
За свою кар'єру Анрі отримав безліч титулів і нагород, неодноразово встановлював рекорди команд і національних першостей. Є кращим бомбардиром в історії збірної Франції і лондонського «Арсеналу», потрапляв до символічних збірних світу і Європи, двічі отримував «Золоту бутсу», двічі футболіст року в Англії за версією ПФА і тричі Футболіст року за версією АФЖ, чотири рази найкращий бомбардир Прем'єр-ліги, п'ять разів потрапляв в Команду року УЄФА. Є у списку ФІФА 100, з 1998 року носить титул кавалера ордена Почесного легіону. Багато фахівців, тренери та спортсмени в інтерв'ю відгукувалися про нього як про найкращого футболіста світу.
Крім футболу Анрі активно займається благодійністю, регулярно жертвує кошти в різні некомерційні організації, спрямовані на боротьбу з муковісцидозом і СНІДом. Керує програмою проти расизму в футболі, про який знає не з чуток, за цю діяльність в 2007 році був включений в сотню найвпливовіших людей світу за версією журналу Time. Завдяки своїй популярності співпрацює з багатьма компаніями, знімався в рекламних роликах Nike, Reebok, Gillette, Renault і Pepsi. Розлучений, має доньку та сина.

## Дитинство
За походженням Анрі антилець, його батько, Антуан, родом з Гваделупи (острів Ла-Дезірад), а мати, Маріс, приїхала з Мартиніки. Тьєррі народився в невеликому містечку Лез-Юліс, за 23 кілометри від Парижа, зростав у нетрях і з дитинства був оточений жорстокими підлітками з неблагополучних сімей, від них навчився грати у футбол. Мати хотіла, щоб хлопчик отримав хорошу освіту, батько ж бачив його лише у спорті. Антуан марив футбольною кар'єрою Тьєррі, вважав, що у того є талант. Вже у сім років Анрі показував непогану гру, завдяки чому його взяли в місцеву футбольну команду «Лез-Юліс», яка виступала під керівництвом Клода Шезеле. Батько буквально силою змушував його тренуватися, не відходив від сина, був присутнім на кожному матчі, а одного дня навіть втратив роботу через те, що запізнився після футболу. Надмірна турбота батька часом йшла на шкоду, але багато років по тому Анрі зазначив, що без неї він би не став тим, ким став. У дитинстві його не стільки захоплював футбол, скільки хотілося радувати батька, «ніщо не викликало такого задоволення, як бачити після матчу посмішку на його обличчі». 1989 року гравець перейшов у «Палезо», але через рік батько посварився з функціонерами клубу, після того як під час одного з матчів вибіг на поле і затіяв бійку з суддею, і Анрі перевели у «Вітрі-Шатійон», причому тренер Жан-Марі Панза, майбутній наставник футболіста, перейшов у цю команду разом з ним. Там Тьєррі відіграв ще два роки.

## Професійна кар'єра

### «Монако» (1992—1999) і «Ювентус» (1999)
1990 року подивитися на футболіста приїхав скаут з «Монако», Арнольд Каталано. Він відвідав один з матчів, у якому команда перемогла з рахунком 6:0, а всі шість голів забив Анрі. Тоді Каталано запропонував йому без жодного попереднього перегляду приєднатися до свого клубу, але наполіг, щоб той попередньо пройшов курс в елітній футбольній академії «Клерфонтен». Директор навчального закладу спочатку відмовлявся прийняти Тьєррі через низькі оцінки в школі, але в підсумку все-таки погодився — молодий гравець пройшов весь курс і потрапив у дубль «Монако». Пізніше підписав професійний контракт, а в 1994 році провів у Лізі 1 свій перший матч. Арсен Венгер, головний тренер команди, використовував Анрі на лівому фланзі півзахисту, оскільки вважав, що його швидкість, хороший контроль м'яча і техніка будуть ефективнішими проти крайніх захисників, ніж проти центральних. У першому сезоні футболіст взяв участь в 18 матчах клубу і відзначився трьома голами.
Венгер продовжив шукати для Анрі відповідне місце на полі й зрештою прийшов до висновку, що він все-таки повинен бути в нападі, однак, перш ніж прийняти таке рішення, довгий час сумнівався і випускав футболіста в різних амплуа. Перебуваючи під чуйним керівництвом тренера, Анрі показував стабільну гру, в сезоні 1996/97 допоміг клубу завоювати чемпіонське звання і став найкращим молодим гравцем Франції. Талант футболіста помітив мадридський «Реал» і 13 січня 1997 року підписав з ним шестирічний контракт. Пізніше угоду оголошено незаконною, оскільки права на француза належали «Монако» — після закінчення інциденту ФІФА оштрафувала Анрі на 100 тисяч швейцарських франків. У наступному сезоні він продовжив виступати на високому рівні, дебютував у Лізі чемпіонів — завдяки семи його голам клуб дійшов до півфіналу, вперше був запрошений до складу національної команди і взяв участь у тріумфальному для Франції чемпіонаті світу 1998. Відтоді до футболіста прийшла слава, його персоною зацікавились багато європейських клубів, і в січні 1999 року за 10,5 млн фунтів стерлінгів Анрі перейшов в туринський «Ювентус», за рік до аналогічного переходу свого товариша і одноклубника Давіда Трезеге. Загалом нападник провів за «Монако» п'ять сезонів, зіграв у французькій лізі 105 матчів і забив 20 м'ячів.
Перший і єдиний сезон у Серії А виявився для футболіста вкрай невдалим, виступаючи на незручній для себе позиції флангового півзахисника і зіткнувшись з добре організованим захистом італійського чемпіонату, за 16 виходів на поле Анрі зміг забити лише три голи. Після цього провалу гравця виставили на трансфер і в серпні 1999 року за 10 млн фунтів стерлінгів віддали в лондонський «Арсенал», де той возз'єднався зі своїм колишнім тренером Арсеном Венгером.

### «Арсенал» (1999—2007)

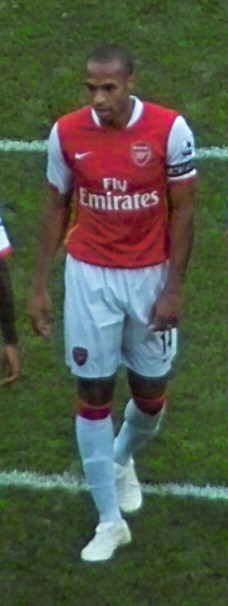
Анрі був капітаном «Арсеналу», ця роль дісталася йому 2005 року, одразу після переходу Патріка Вієйри в «Ювентус»

Анрі вболівав за «Арсенал» ще від 1991 року, і саме в лондонському клубі він доріс до рівня зірки світового футболу. Попри сумніви фахівців у доцільності трансферу, Венгер був переконаний, що перехід гравця був вартим витрачених коштів. Футболіста відразу ж поставили в напад, на позицію Ніколя Анельки, який пішов у «Реал Мадрид» — через кілька років це рішення тренера принесло клубові великі дивіденди. Спочатку Анрі розчаровував вболівальників, за вісім повних матчів йому не вдалося забити жодного гола, журналісти висловлювали думку, що гравець не зможе пристосуватися до силової та швидкої гри англійської Прем'єр-ліги. Після декількох невдалих місяців Анрі зазначив, що «йому доводиться заново освоювати всі премудрості мистецтва забивати голи». Перший м'яч провів у ворота суперників лише 18 вересня в матчі з «Саутгемптоном», більш ніж через місяць після свого переходу. Після закінчення сезону сумніви все ж розвіялись, в «Арсеналі» форвард показав чудову статистику — 26 м'ячів. Команда, поступившись «Манчестер Юнайтед», посіла в чемпіонаті друге місце, дійшла до фіналу Кубка УЄФА, але в останньому матчі за пенальті програла турецькому «Галатасараю».
Повернувшись переможцем з чемпіонату Європи 2000 року, Анрі перебував у відмінній формі й був готовий розпочати сезон 2000/01. Попри меншу кількість голів і результативних передач, футболіст став найкращим бомбардиром «Арсеналу» і підтвердив своє місце в основному складі. Опинившись серед найкращих нападників ліги, він допоміг канонірам підібратися до лідерів «Манчестер Юнайтед», але за підсумками чемпіонату знову залишився без чемпіонського титулу. В інтерв'ю гравець висловив невдоволення тим фактом, що йому доводиться тягнути за собою всю команду, а також заявив про намір зробити «Арсенал» головною силою в Прем'єр-лізі. І дійсно, сезон 2001/02 вийшов дуже успішним, команда з запасом у сім очок вибилася в чемпіони, у фіналі Кубка Англії з рахунком 2:0 обіграла «Челсі». Анрі став найкращим бомбардиром ліги, у всіх матчах, що привели «Арсенал» до золотого дублю, він відправляв м'яч у ворота 32 рази, а 12 лютого у регулярному чемпіонаті забив за клуб свій сотий гол. Футболіста викликали до складу національної команди на чемпіонат світу 2002 року, всі чекали від нього повторення успіху, але Франція, на подив громадськості, не змогла пройти далі групової стадії.
Сезон 2002/03 Анрі провів на хорошому рівні, забив 32 м'ячі і віддав 23 гольових паси, «Арсенал» втратив звання чемпіона, але знову виграв Кубок Англії. Упродовж усього сезону форвард посідав перше місце в списку бомбардирів ліги, в кінцівці лише на один гол поступився голландцю Руду ван Ністелрою. Втім, його назвали гравцем року за версією футболістів ПФА і Асоціації футбольних журналістів, в голосуванні на звання гравця року за версією ФІФА посів друге місце, програвши співвітчизнику — Зінедіну Зідану, який лідирував з великою перевагою. У сезоні 2003/04 «Арсенал» виглядав як ніколи добре й повернув собі чемпіонське звання. Анрі був одним з лідерів команди, разом з такими гравцями як Денніс Бергкамп, Патрік Вієйра і Робер Пірес, він досягнув феноменального результату — в регулярному чемпіонаті клуб жодного разу не зазнав поразки, чого нікому не вдавалося вже понад сто років. Футболіста знову номінували на гравця року за версією ФІФА, але за підсумками голосування він знову опинився на другій позиції — цього разу його обійшов бразилець Роналдінью. З 39-ма голами французький спортсмен посів перше місце в суперечці бомбардирів ліги і одержав «Золоту бутсу». На чемпіонат Європи 2004 року Анрі приїхав у статусі зірки, але Франція поступилася у чвертьфіналі Греції.

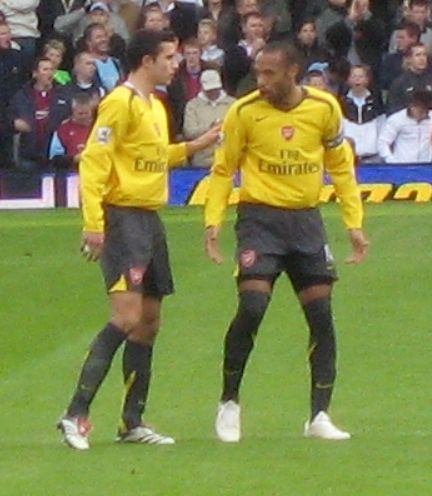
Після відходу з «Арсеналу» Денніса Бергкампа асистентом Анрі в атаці став Робін ван Персі

Низка вдалих виступів «Арсеналу» обірвалася в сезоні 2004/05, поступившись чемпіонським титулом «Челсі», клуб з відставанням у дванадцять очок посів друге місце. Попри це, їм вдалося виграти Кубок Англії, хоча Анрі був травмований і пропустив фінальну гру турніру. До того часу футболіст вже мав репутацію одного з найбільш грізних голеадорів Європи, він знову став найкращим бомбардиром ліги, забивши у всіх змаганнях сезону 31 гол. Крім того, разом з Дієго Форланом Анрі ще раз отримав «Золоту бутсу» — станом на 2016 рік він залишається єдиним футболістом, якому вдалося отримати цю нагороду двічі поспіль (подібне досягнення міг зробити шотландець Аллі Маккойст, але його результати не є офіційними, оскільки журнал France Football не вручав нагороди в 1992—1996 роках). У середині 2005 року команду несподівано покинув Вієйра, і новим капітаном тренер призначив Анрі. На думку журналістів, гравець не дуже добре підходив на роль капітана, він постійно перебував на вістрі атаки і найчастіше не бачив багато з того, що відбувалося на полі. Завдання нападника трохи змінилися, тепер він повинен був не тільки забивати голи, але й керувати партнерами, допомагати адаптуватися молодим гравцям, які переважали в основному складі «Арсеналу» тих років.

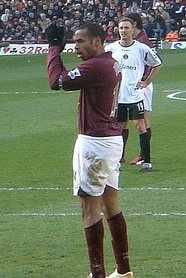
Анрі в грі проти «Чарльтон Атлетик», 2006 рік

Сезон 2005/06 з погляду персональних досягнень став для Анрі одним з найбільш вдалих. 17 жовтня 2005 року він став найкращим бомбардиром за всю історію клубу — у матчі Ліги чемпіонів проти празької «Спарти» нападник забив у ворота два м'ячі і побив рекорд Іана Райта в 185 голів. 1 лютого 2006 року футболіст забив гол у ворота «Вест Гема», що дозволило йому підняти рахунок своїм голам у лізі до 151 і перевищити досягнення, яке до цього належало легенді «Арсеналу» Кліффові Бастіну. Анрі також забив сотий гол ліги на стадіоні «Гайбері» — це унікальний показник для чемпіонату Англії, досі жоден інший гравець не зміг показати на домашній арені таку саму результативність. Нападник знову став найкращим бомбардиром першості і втретє кар'єру Асоціація футбольних журналістів його визнала гравцем року. «Арсенал» знову залишився без чемпіонського титулу, проте великі надії покладалися на фінал Ліги чемпіонів — Анрі відіграв у матчі всі 90 хвилин, але з рахунком 1:2 каноніри все одно поступилися «Барселоні». Невдачі породили чутки про те, що футболіст найближчим часом може покинути клуб, хоча в інтерв'ю він зізнався в любові до команди і пообіцяв залишитися тут до кінця життя, а пізніше продовжив контракт ще на чотири роки. Девід Дейн, тодішній віцепрезидент «Арсеналу», згодом зазначив, що до підписання угоди два іспанські клуби пропонували за гравця по 50 млн фунтів стерлінгів — якби одна з цих угод відбулася, то було б побито трансферний рекорд у 47 млн з переходу Зідана.
Практично впродовж усього сезону 2006/07 виступи футболіста супроводжувалися різного роду травмами. Показавши більш ніж задовільний результат, 10 голів у 17 домашніх матчах, у лютому Анрі був змушений відмовитися від подальшої участі в іграх своєї команди. Незважаючи на пошкодження підколінного сухожилля, болі в стопі і проблеми зі спиною, він все одно хотів грати і вийшов на матч Ліги чемпіонів проти ПСВ, проте через деякий час почав кульгати і незабаром був замінений. Проведене наступного дня обстеження виявило ще кілька хронічних недуг, і лікарі зробили висновок, що на відновлення піде щонайменше три місяці, тобто нападник муситиме покинути склад команди аж до кінця сезону. Венгер пояснив велику кількість травм тим фактом, що футболіст отримав багато пошкоджень минулого року, але відтоді постійно відкладав лікування. Також він висловив надію про повернення французького спортсмена в ряди «канонірів» перед початком сезону 2007/08.

### «Барселона» (2007—2010)

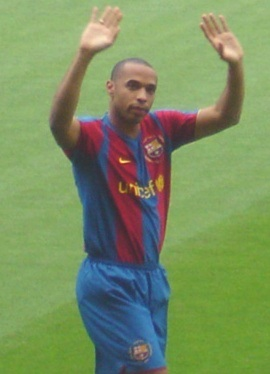
Анрі вітає вболівальників на Камп Ноу

25 червня 2007 року, внаслідок несподіваного збігу обставин, Анрі за 24 млн євро був проданий в «Барселону». Він підписав з клубом чотирирічну угоду, за умовами якої йому гарантувалася зарплатня 6,8 млн євро на рік, сума відступних становила 125 млн євро. Причинами переходу футболіст назвав звільнення Дейна і хитке становище Венгера, крім того, він зазначив, що завжди хотів виступати за «синьо-гранатових». «Арсенал» втратив капітана, але попри це сезон 2007/08 почав цілком успішно, і тоді Анрі зізнався, що його присутність у команді швидше шкодила канонірам, ніж допомагала. Він сказав: «Через мою важливість, капітанське звання і звичку постійно вимагати м'яча, вони часто давали мені пас, коли я перебував далеко не в найкращій позиції. З цього погляду мій відхід з команди пішов їй тільки на користь». Француз покинув «Арсенал» абсолютним рекордсменом клубу за кількістю забитих м'ячів у лізі — в його активі 174 голи, крім цього він встиг стати найкращим бомбардиром команди в матчах єврокубків — 42 голи. У липні 2008 року за підсумками голосування вболівальників на офіційному сайті «Арсеналу» Анрі був названий кращим гравцем за всю історію клубу.
У «Барселоні» Анрі отримав футболку з номером 14, цей самий номер він мав і в «Арсеналі». Перший гол за новий клуб нападник забив 19 вересня 2007 року у виграному з рахунком 3:0 матчі Ліги чемпіонів проти «Ліона», через десять днів зробив у складі «Барси» перший хет-трик у грі чемпіонату проти «Леванте». Футболіст виступав порівняно непогано, але замість звичної позиції форварда все частіше виходив на позицію крайнього півзахисника, тому не міг показувати такі ж видатні результати як в «Арсеналі». У пресі Анрі не раз висловлював невдоволення своїм становищем і навіть озвучував думки про намір повернутися в Англію, попри це, в дебютному сезоні він став першим в команді за забитими м'ячами (19) й другим за результативними передачами (9), поступившись за цим показником лише Ліонелю Мессі.
У сезоні 2008/09 Анрі поліпшив особисту статистику і виграв разом з каталонцями свій перший трофей, 13 травня 2009 року в фіналі Кубка Іспанії здолавши «Атлетик Більбао». Того самого року «Барселона» виграла чемпіонат країни і Лігу чемпіонів, причому атакувальна трійка, до якої крім француза входили Ліонель Мессі та Самюель Ето'о за всі матчі сезону забила сто голів, оновивши попередній рекорд у 95 м'ячів, встановлений в сезоні-1959/60 футболістами «Реал Мадрид» Ференцом Пушкашем, Альфредо Ді Стефано і Пепільйо (це нове досягнення, в свою чергу, перекрила в сезоні 2011/12 трійка нападу «Реала» Роналду-Бензема-Ігуаїн). Закінчуючи сезон, Анрі став володарем Суперкубка Іспанії, Суперкубка УЄФА і Кубка клубного чемпіонату світу. Таким чином, за один сезон «Барселона» взяла всі шість можливих трофеїв. У наступному сезоні Анрі довелося конкурувати з прибулим молодим нападником Педро Родрігесом, тому в Ла Лізі він провів лише 15 матчів. Наприкінці чемпіонату, за рік до закінчення контракту, президент клубу Жуан Лапорта заявив, що під час літнього трансферного вікна Анрі, якщо хоче, може перейти в будь-яку іншу команду. Співголова «Вест Хема» Девід Салліван запропонував французу дворічний контракт на суму 7,5 млн фунтів стерлінгів, але той відмовився. Після того, як спортсмен повернувся з чемпіонату світу, «Барселона» повідомила, що вони домовилися про продаж нападника в якийсь клуб, і йому залишилося тільки обговорити з ними деталі угоди.

### «Нью-Йорк Ред Буллз» (від 2010 року)

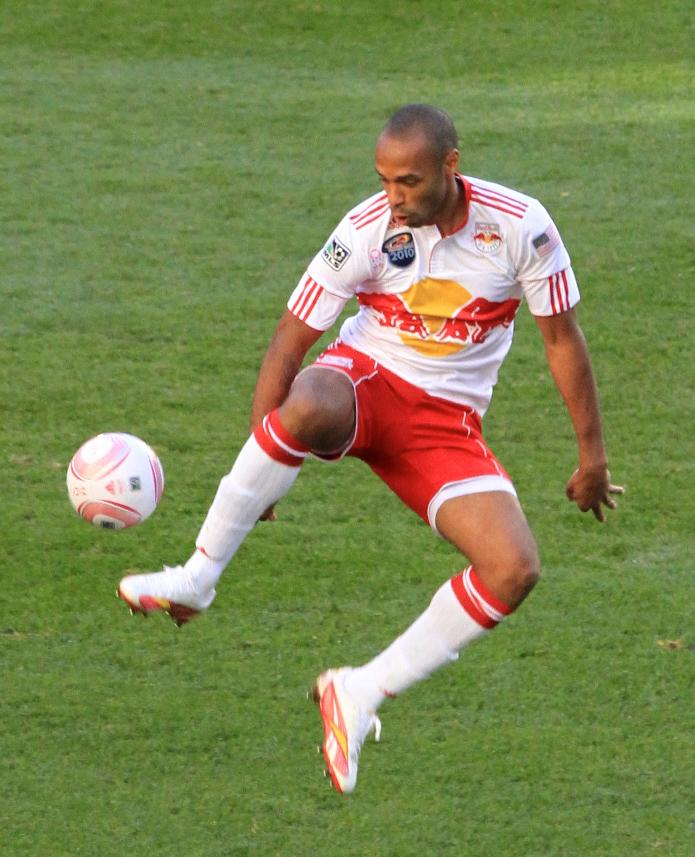
У складі «Ред Буллз»

У липні 2010 року Анрі підписав довгострокову угоду (на 4,5 роки — до 31 грудня 2014 року) з клубом американської ліги МЛС «Нью-Йорк Ред Буллз» і перейшов туди разом з одноклубником по «Барселоні» мексиканцем Рафаелем Маркесом. «Можу вас запевнити, що приїхав сюди вигравати, — заявив футболіст в інтерв'ю після підписання контракту. — Можна сказати, що збулася моя мрія — нещодавно мені захотілося спробувати свої сили в цій лізі, і ось я тут». Перший матч за нову команду відбувся 31 липня в нічийному протистоянні з х'юстонським «Динамо» нападник двічі асистував Хуанові Пабло Анхелю, двічі пробив у площину воріт і один раз влучив у поперечину. Перший гол забив 28 серпня, у матчі проти «Сан-Хосе Ертквейкс», виграному з рахунком 2:0. 16 вересня під час матчу з «Далласом», святкуючи забитий гол, Анрі травмував воротаря Кевіна Гартмана, за що дисциплінарний комітет ліги оштрафував його на дві тисячі доларів. У березні 2011 року, коли в МЛС настало міжсезоння, футболіст їздив до Лондона тренуватися з основним складом «Арсеналу». Під час міжсезоння 2012 і 2013 років француз так само приєднувався до своєї колишньої англійської команді. Втім, гравець кожного разу повертався в американський клуб і регулярно забивав за команду, зокрема, прямим ударом з кутового. Анрі є капітаном «Ред Буллз», допоміг команді посісти перше місце в Східній конференції MLS за підсумками 2013 року. А також став гравцем року в MLS за версією ESPN 2013 року. 1 грудня 2014 року Тьєррі Анрі оголосив про завершення виступів за «Нью-Йорк Ред Буллз». 16 грудня 2014 року Анрі завершив кар'єру футболіста і став журналістом британського телеканалу «Скай спортс».

### Міжнародні виступи
Анрі виступав за збірні Франції в різних вікових категоріях від 1992 року. 1996 року був капітаном збірної до 18 років, яка виграла титул чемпіона Європи у своїй віковій категорії. Кар'єра в першій збірній Франції почалася для Анрі в червні 1997 року, коли його гідну гру в «Монако» помітили тренери молодіжної збірної Франції і закликали на матчі молодіжного чемпіонату світу, разом з майбутніми одноклубниками Вільямом Галласом і Давідом Трезеге. Через чотири місяці футболіста запросив у свою команду Еме Жаке, головний тренер дорослої збірної. Дебютний виступ на високому міжнародному рівні відбувся коли нападникові було двадцять років 11 жовтня 1997 року, у виграному з рахунком 2:1 матчі проти Південної Африки.
Жаке був настільки вражений діями молодого гравця, що вирішив взяти його на чемпіонат світу 1998 року. Анрі залишався маловідомим футболістом, але, попри це, з трьома голами йому вдалося стати найкращим бомбардиром від Франції на цьому турнірі. Всі три голи забив на груповій стадії, один у ворота збірної ПАР і два — Саудівській Аравії. Мав з'явитися і у фіналі проти Бразилії, виграному з рахунком 3:0, але не зробив цього, оскільки через вилучення Марселя Десаї замість атаки тренеру довелося зміцнювати оборону. Після завершення чемпіонату всіх гравців збірної, зокрема й Анрі, нагороджено найвищою відзнакою Франції, орденом Почесного легіону.
Наступним міжнародним турніром для гравця став чемпіонат Європи 2000 року, він знову відзначився трьома м'ячами і став найкращим бомбардиром команди, причому одним з голів зрівняв рахунок у півфінальному матчі з Португалією. Франція перевела гру в овертайм і виграла після точного виконання пенальті Зінедіном Зіданом. Перемогу у фінальному матчі над Італією теж здобуто в додатковий час — разом з головною збірною країни з футболу Анрі отримав другу золоту медаль. Під час турніру футболіста тричі називали гравцем матчу, зокрема і в останній грі з італійцями.
Чемпіонат світу 2002 року вийшов провальним для Франції — захищаючи титул чемпіона світу, команда у всіх трьох матчах не змогла забити жодного м'яча і покинула турнір вже після групової стадії. У матчі-відкритті французи з мінімальним рахунком поступилися Сенегалу, у другій грі розійшлися нульовою нічиєю з Уругваєм, причому Анрі за небезпечний підкат отримав червону картку і змушений був пропустити третій матч з Данією, що закінчився поразкою з рахунком 0:2.
Через рік нападник відстоював честь країни на матчах Кубка конфедерацій — 2003. Щоб реабілітуватися за недавній провал, Франція мала перемагати, і, попри відсутність лідерів Зідана і Патріка Вієйри, вона це зробила, багато в чому завдяки зусиллям Анрі, якого у п'яти іграх тричі визнавали гравцем матчу. У додатковий час фінальної гри він забив золотий гол у ворота Камеруну і приніс тим самим перемогу з рахунком 1:0. Компанія Adidas нагородила нападника «Золотим м'ячем» як видатного гравця турніру і «Золотою бутсою» як найкращого бомбардира — в його активі були чотири м'ячі.
На чемпіонаті Європи 2004 року Анрі взяв участь у всіх матчах національної збірної й відзначився двома голами. На груповій стадії Франція здолала Англію, але у чвертьфіналі її несподівано вибила Греція — матч закінчився з рахунком 0:1. Під час чемпіонату світу 2006 року футболіст грав на позиції єдиного форварда своєї команди, він забив три голи, зокрема переможний гол після виконаного Зіданом вільного удару в матчі проти чинних чемпіонів бразильців. Однак у фіналі Франція за пенальті поступилася Італії (5:3). Анрі не брав участі в серії післяматчевих ударів, оскільки після виснажливого овертайму м'язи його ніг звело судомою. Нападник був серед десяти номінантів на «Золотий м'яч», який вручають найкращому гравцю турніру, але в підсумку нагороди удостоївся Зідан. Втім, 2006 року Анрі потрапив до складу символічної збірної світу World XI, яку склали функціонери ФІФПРО. 13 жовтня 2007 року в матчі проти Фарерських островів Анрі забив за збірну свій 41-й гол, повторивши досягнення Мішеля Платіні, найкращого бомбардира Франції всіх часів. Чотири дні по тому на стадіоні «Божуар» він зробив дубль у матчі з Литвою, встановивши тим самим новий рекорд національної команди. 3 червня 2008 року Франція зіграла з Колумбією, і для Анрі це був сотий матч у складі збірної, він став шостим футболістом, який дістався до цієї позначки.
На чемпіонаті Європи 2008 року французи опинилися в одній групі з Італією, Голландією і Румунією. Анрі пропустив перший матч, а єдиний гол забив у програному з рахунком 1:4 протистоянні з Нідерландами. Франція знову не пройшла в плей-оф.
32-річний нападник не був заявлений у стартовий склад першої зустрічі чемпіонату світу 2010 року і вийшов на заміну лише наприкінці матчу, а другу гру повністю провів на лавці запасних — на той час Анрі не мав достатньої ігрової практики в «Барселоні», тому Раймон Доменек прибрав його з основного складу збірної і позбавив капітанської пов'язки. Сам гравець згодом відгукнувся про це рішення з докором: «Стільки років провів у команді — мене хлопці називали старшим братом. Але віднедавна тренер дав зрозуміти, що футболіст Тьєррі Анрі більше не є для нього авторитетом. Він мене відсунув. Стає важко на душі, коли відчуваєш, що ставлення тренера передається багатьом іншим».
В тих матчах Франція розійшлася нічиєю з Уругваєм і програла 0:2 Мексиці. Команда була деморалізована відрахуванням зі збірної Ніколя Анельки, атмосфера між гравцями і тренером була напруженою, дійшло до того, що капітан Патріс Евра, заручившись підтримкою інших ветеранів, закликав футболістів бойкотувати тренування. Анрі прокоментував це так: У третьому матчі проти господарів турніру збірної ПАР, Анрі, отримавши капітанську пов'язку, вийшов на заміну лише в середині другого тайму. Врятувати провалений матч не вдалося, і Франція зазнала поразки з рахунком 1:2, в результаті чого набрала в групі лише одне очко і залишилася на останньому місці. Відразу після цього гравець оголосив про завершення кар'єри в збірній, загалом за «триколірних» він провів 123 матчі і забив 51 гол.

#### Гра рукою у матчі Франція— Ірландія
18 листопада 2009 року в додатковий час стикового матчу за вихід на чемпіонат світу 2010 року проти збірної Ірландії на 103-й хвилині Анрі підіграв собі рукою у штрафному майданчику гостей і зробив передачу Вільяму Галласу, який забив м'яч, що вивів команду Франції у фінальну стадію турніру. Під час матчу футболіст не зізнався судді у скоєному, хоча порушення було очевидним, і радів разом зі всією командою, що стало приводом для бурхливого обговорення і критики в багатьох засобах масової інформації, а також з боку різних футболістів і тренерів, як за кордоном, так і у Франції.
Згодом Анрі все ж визнав своє порушення і навіть приєднався до прохання Федерації футболу Ірландії переграти матч. Один з лідерів ірландців, Дем'єн Дафф, з одного боку обурився суддівським рішенням у тому епізоді, а з іншого заявив, що якщо би він в такій ситуації опинився на місці Анрі, швидше за все, вчинив би точно так само. «Не слід звинувачувати Анрі. Він все зробив правильно для своєї збірної». Президент Франції Ніколя Саркозі приніс вибачення прем'єр-міністрові Ірландії Брайанові Ковену за те, яким чином французька національна команда пробилася у фінальну частину чемпіонату світу 2010. Тренер Арсен Венгер, який довгі роки працював з Анрі в «Монако» і «Арсеналі», висловив жаль про те, що збірна Франції подібним чином пройшла на мундіаль, але водночас пошкодував нападника, на якого необґрунтовано обрушився шквал критики, адже насправді в усьому винен суддя, і Анрі не зобов'язаний говорити про свою гру рукою рефері. Венгер заявив, що знає Анрі як справжнього джентльмена. У січні 2010 року ФІФА розглядала питання про відсторонення Анрі від кількох матчів чемпіонату світу, але в результаті прийшла до висновку, що жодних законних підстав у дискваліфікації немає — відповідно до регламентних документів федерації, гра рукою не вважається серйозним проступком, а тому цей прецедент не потрапляє під дисциплінарний кодекс.
Примітно, що під час фінальної частини турніру, в першому матчі проти Уругваю Анрі викрив у грі рукою уругвайського захисника і вимагав від судді призначення 11-метрового удару. Арбітр не призначив пенальті, і повтор моменту показав відсутність будь-якого порушення з протилежного боку. Після цього інциденту засоби масової інформації знову обрушилися на футболіста з критикою, пригадуючи йому нещодавній інцидент з Ірландією.

### Після завершення кар'єри
У грудні 2014 року Анрі завершив кар'єру гравця і став футбольним експертом на англійському каналі Sky Sports, а також почав навчання для отримання тренерської ліцензії УЄФА категорій А і В. У лютому 2015 року «Арсенал» запропонував Анрі посаду тренера однієї з юнацьких команд. Тьєррі пропрацював з командою до кінця сезону 2015/16, але після того, як Арсен Венгер запропонував йому вибрати між кар'єрою на телебаченні і тренерською кар'єрою, Анрі полишив тренерський штаб.
26 серпня 2016 року Анрі увійшов до тренерського штабу збірної Бельгії, який очолював Роберто Мартінес.

## Стиль гри

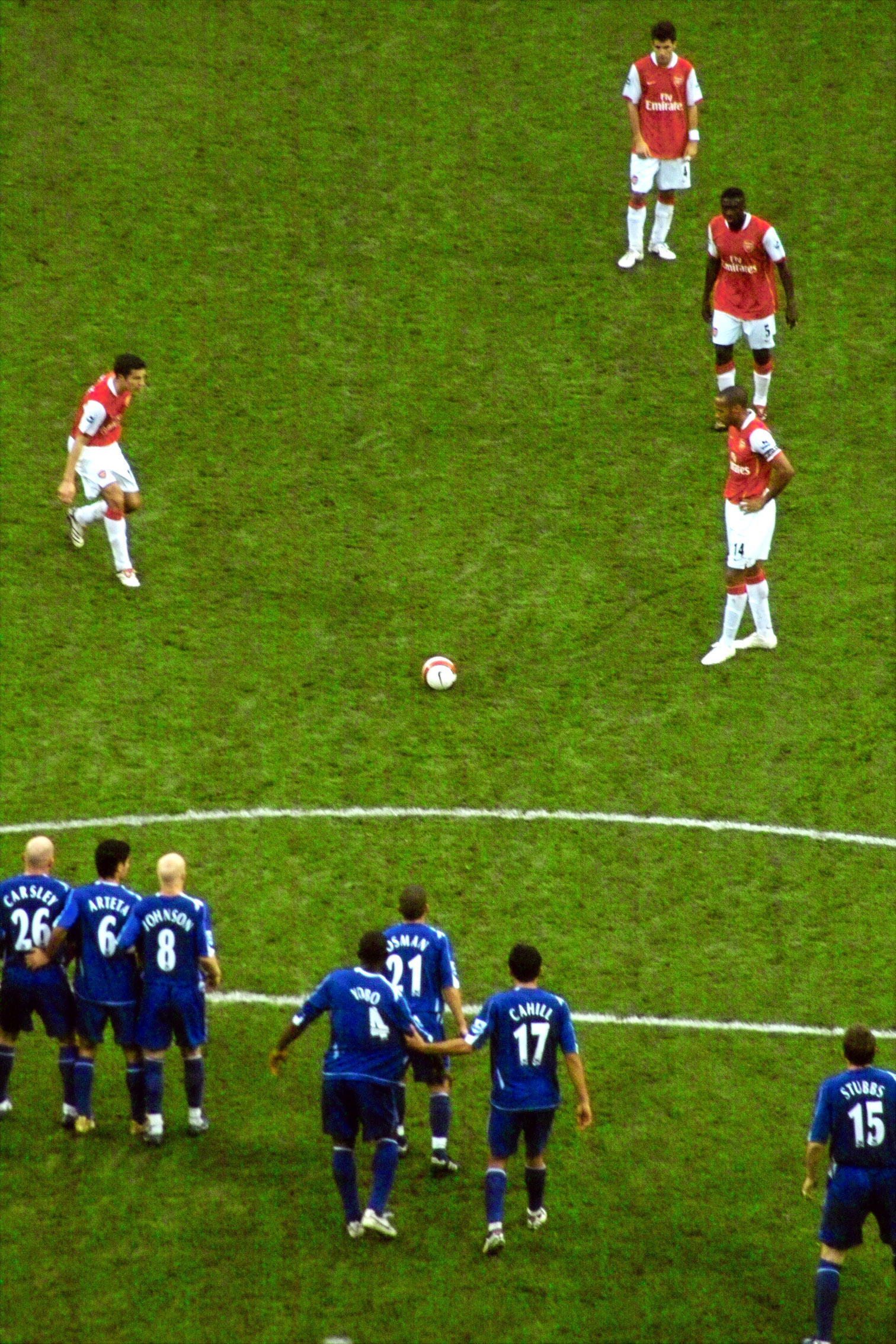
Анрі бере участь у виконанні штрафного удару в матчі проти «Евертона»

У дитинстві Анрі виступав лише в ролі нападника, але в «Монако» і «Ювентусі» його найчастіше випускали на позицію крайнього півзахисника. Після приєднання у 1999 році до «Арсенала», Арсен Венгер повернув йому звичне амплуа, більшу частину часу футболіст перебував на вістрі атаки, грав у парі з досвідченим голландцем Деннісом Бергкампом. Під час сезону 2004/05 Венгер змінив тактичну побудову команди на 4-5-1, що зробило Анрі головним і одноосібним страйкером канонірів — у цій ролі він провів багато матчів і не раз ставав найкращим бомбардиром чемпіонату. Гравець став основною ударною силою «Арсеналу» і за гарні, театралізовані голи відразу ж полюбився уболівальникам. Тренер охарактеризував свого співвітчизника так: «Він може отримати м'яч в центрі поля і забити такий гол, який не зміг би провести жоден інший футболіст у світі».
Фахівці пов'язують успіхи Анрі з умінням холоднокровно обігравати суперників один-на-один — разом з його високою швидкістю це часто призводило до того, що нападник опинявся за спинами захисників, звідки без перешкод завдавав удару по неприкритих воротах. Як універсал, одночасно форвард і лівий вінгер, футболіст постійно був націлений на гол, але, попри це, ніколи не скупився і з задоволенням віддавав паси партнерам, які підключалися до атаки. Так, за три сезони 2002/03 — 2004/05 він виконав 50 результативних передач. Анрі регулярно робив обманний маневр на межі положення «поза грою», спочатку забігав далеко за лінію захисту, чим змушував суперників налаштуватися на виконання штучного офсайду, а потім різко повертався назад і за правилами приймав м'яч, залишаючи
захисників протилежної сторони ні з чим. В «Арсеналі» француз зазвичай виконував усі стандарти, як пенальті, так і штрафні удари — багато зі своїх м'ячів він забив саме під час таких розіграшів. Однаково добре володів обома ногами, але під час стандартів віддавав перевагу правій. Грою на «другому поверсі» не славився, хоча іноді забивав голи й головою.

## Нагороди та досягнення

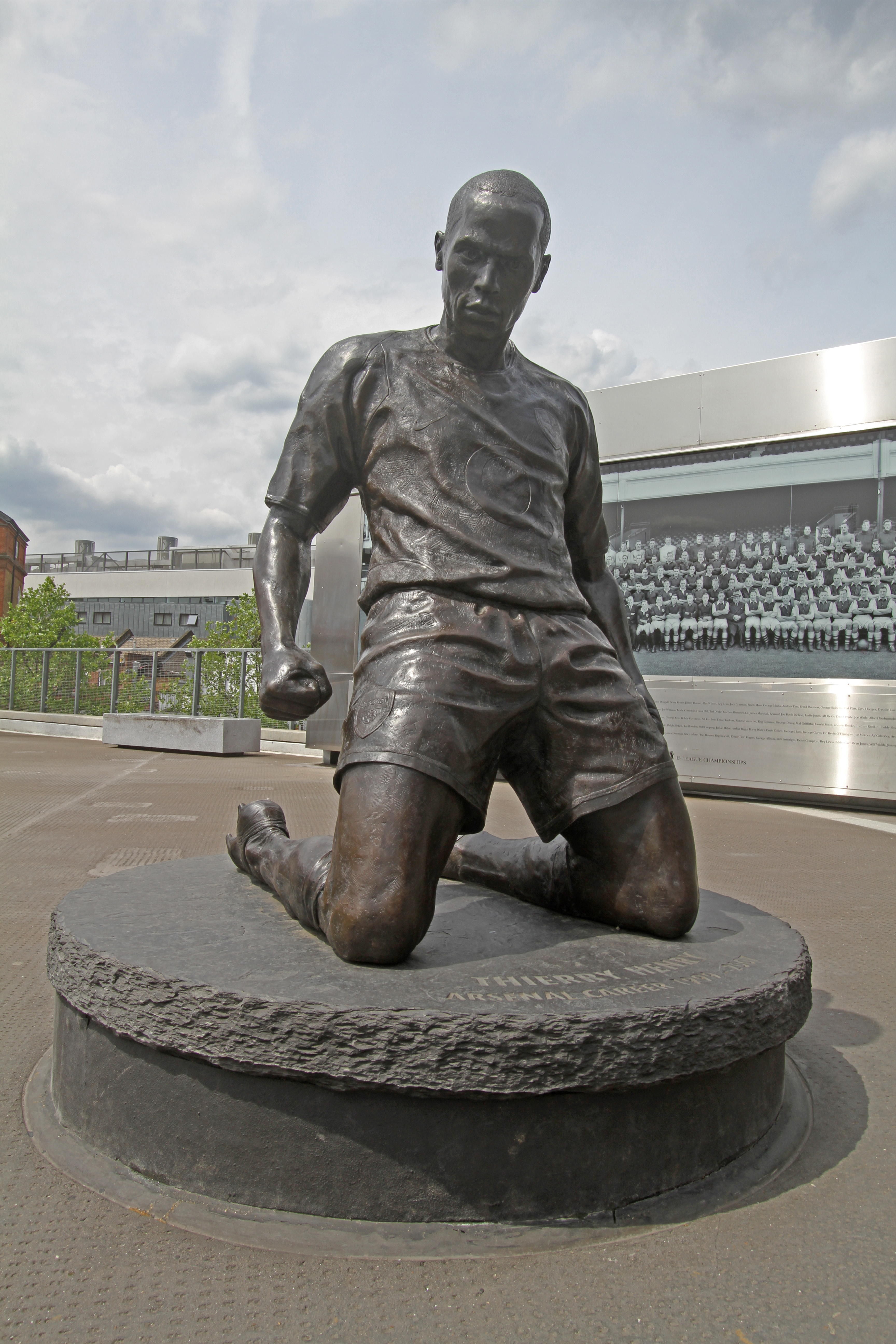
Статуя Анрі біля стадіону «Емірати». Статуя відтворює байкове торжество Анрі, де він ковзнув на коліна після голу проти Тоттенхема Готспура в 2002 році.

За свою спортивну кар'єру Анрі здобув безліч нагород і звань, неодноразово встановлював рекорди. У 2003 і 2004 роках номінувався на гравця року ФІФА, але в обох випадках посів друге місце, в цих сезонах ставав кращим гравцем за версією ПФА. Станом на 2016 рік нападник залишається єдиним футболістом, що тричі нагороджений премією Асоціації футбольних журналістів (2003, 2004, 2006), а також єдиним гравцем, якому вдалося завоювати цю нагороду двічі поспіль. За результатами голосування 2003 року Анрі увійшов у символічну збірну легіонерів десятиліття Прем'єр-ліги, 2004 року легендарний бразилець Пеле відібрав його в список 125 найвидатніших футболістів всіх часів. У 2004 і 2005 роках французький спортсмен удостоївся європейської «Золотої бутси», причому жодному іншому футболісту не вдавалося отримати її двічі поспіль. Рекордну кількість разів Анрі ставав найкращим бомбардиром англійської Прем'єр-ліги — чотири рази (2002, 2004, 2005, 2006). У період від 2002 до 2006 року нападник у кожному з п'яти сезонів забивав понад 20 голів — для Англії унікальне досягнення. Станом на 2016 рік Анрі посідає третє місце в суперечці найкращих голеадорів ліги, поступаючись таким ветеранам як Алан Ширер і Енді Коул. У листопаді 2007 року Асоціація футбольних статистиків помістила його на 33-ю позицію в списку найвизначніших гравців усіх часів. Згідно з голосуванням 2008 року, уболівальники «Арсеналу» назвали француза найкращим гравцем за всю історію існування клубу, за популярністю серед фанатів він обійшов навіть Денніса Бергкампа і Тоні Адамса. Крім того, в офіційному звіті ліги за 2008 рік, який складався на основі опитування вболівальників, футболіста визнано найулюбленішим гравцем Прем'єр-ліги всіх часів. Багато експертів, тренерів і футболістів, відзначаючи заслуги форварда, неодноразово називали Тьєррі Анрі одним з найкращих футболістів світу.
9 грудня 2011 року на честь 125-річчя «Арсеналу» поблизу стадіону «Емірейтс» встановлено статую Тьєррі Анрі. Вона відлита з бронзи й має зріст в півтора рази більший за легенду. На статую витрачено 625 годин, а її вага становить близько 200 кілограм. Таку роботу провели для того, щоб зобразити всю велич і масштаб ювілею клубу. Також статуї були виготовлені на честь колишнього захисника і капітана «канонірів» Тоні Адамса і легендарного тренера «Арсеналу» Герберта Чепмена.

## Досягнення

### Як гравець
Збірна Франції
- Чемпіон Європи (U-18): 1996
- Чемпіон світу: 1998
- Чемпіон Європи: 2000
- Віце-чемпіон світу: 2006
- Володар Кубка конфедерацій: 2003

«Арсенал» (Лондон)
- Чемпіон Англії (2): 2002, 2004
- Володар Кубка Англії (3): 2002, 2003, 2005
- Володар Суперкубка Англії (2): 2002, 2004

«Барселона»
- Переможець Ліги чемпіонів: 2009
- Володар Суперкубка УЄФА: 2009
- Клубний чемпіон світу: 2009
- Чемпіон Іспанії (2): 2009, 2010
- Володар Кубка Іспанії: 2009
- Володар Суперкубка Іспанії: 2009

«Монако»
- Чемпіон Франції: 1997
- Володар Суперкубка Франції: 1997

Особисті
- Французький футболіст року (5): 2000, 2003, 2004, 2005, 2006.
- Найкращий гравець англійської Прем'єр-ліги (3): 2003, 2004, 2006
- Володар Золотого бутса Європи (2): 2004, 2005
- Найкращий бомбардир англійської Прем'єр-ліги (4): 2002, 2004, 2005, 2006
- Кавалер ордена Почесного легіону за перемогу на ЧС 1998
- Найкращий бомбардир збірної Франції на ЧС 1998: 3 голи
- Потрапив у символічну збірну ЧС 2006 за версією ФІФА
- Найкращий бомбардир збірної Франції на ЧС 2006: 3 голи
- Потрапив у символічну збірну ЧЄ 2000 за версією УЄФА
- Найкращий бомбардир збірної Франції на ЧЄ-2000: 3 голи
- Найкращий молодий футболіст Франції: 1997
- Гравець сезону англійської Прем'єр-ліги (2): 2003/04, 2005/06
- Гравець року в Англії за версією вболівальників ПФА (2): 2003, 2004
- Гравець року в Англії за версією футболістів ПФА (2): 2003, 2004
- Гравець року в Англії за версією АФЖ (3): 2003, 2004, 2006
- Футболіст року в Європі (Onze d'Or) (2): 2003, 2006
- Найкращий бомбардир Кубка конфедерацій ФІФА: 2003
- Найкращий футболіст Кубка конфедерацій ФІФА: 2003
- Найкращий бомбардир в історії лондонського «Арсеналу»: 228 голів
- Найкращий бомбардир в історії збірної Франції: 51 гол
- Нападник року за версією ФІФПРО: 2006
- Володар призу IFFHS найкращому бомбардирові світу в міжнародних матчах: 2003[110]
- Другий гравець світу за версією ФІФА (2): 2003, 2004
- Другий гравець Європи за версією France Football: 2003
- Третій гравець Європи за версією France Football: 2006
- Визнаний найкращим гравцем у MLS за версією ESPN: 2013
- Входить у список ФІФА 100
- Входить до складу символічної збірної XXI століття за версією УЄФА

## Як тренер
Олімпійська збірна Франції
- Срібні медалі Олімпійських ігр 2024[111]

## Особисте життя і громадська діяльність
5 липня 2003 року Анрі одружився з англійською топ-моделлю Ніколь Меррі (справжнє ім'я Клер) — церемонія пройшла в замку Хайклер, 27 травня 2005 року в них народилася донька Тіа. Народженню дитини футболіст присвятив гол у матчі проти «Ньюкасл Юнайтед», відправивши м'яч у сітку воріт, він склав пальці рук у вигляді літери «Т» і поцілував їх. Граючи за «Арсенал», спортсмен придбав великий будинок в Хемпстеді, престижному районі в північному передмісті Лондона, і жив там разом з родиною протягом кількох років. У вересні 2007 року, після переходу в «Барселону», було оголошено про розлучення подружжя, судові тяганини тривали понад рік, і в підсумку, за умовами шлюбного договору, Анрі змушений був віддати дружині 10 млн фунтів стерлінгів. Від жовтня 2008 року він зустрічається з боснійської моделлю Андреа Раячич, невдовзі пара планує піти до шлюбу. Крім того, футболіст є затятим шанувальником Національної баскетбольної асоціації, він часто присутній на матчах, у яких грає його друг Тоні Паркер. В інтерв'ю Анрі зазначав, що з погляду швидкості й азарту баскетбол дуже схожий на футбол. Він кілька разів приїжджав на фінали НБА, зокрема підтримував свою улюблену команду «<Сан-Антоніо Сперс» у фіналі 2007 року, в заключній грі сезону 2000/01 коментував матч спільно з французьким телебаченням і назвав Аллена Айверсона найкращим гравцем.
Анрі входив до складу команди ЮНІСЕФ-ФІФА, в рамках якої разом з іншими професійними футболістами знявся в кількох роликах соціальної реклами, показаних під час трансляції чемпіонатів світу 2002 і 2006 років. Спортсмен є активним борцем проти расизму у футболі, оскільки сам стикався з цим упродовж своєї кар'єри. Найбільш відомий випадок стався у 2004 році, після товариського матчу зі збірною Іспанії — іспанські телевізійники показали ролик, у якому тренер Луїс Арагонес називає Анрі «чорним лайном». Запис викликав великий суспільний резонанс, британські ЗМІ закликали звільнити Арагонеса, але зрештою жодних санкцій крім штрафу в 3 тисячі євро не було. Після скандального інциденту нападник спільно з Nike почав кампанію під назвою «Встань і скажи» (англ. Stand Up Speak Up), спрямовану на боротьбу з расизмом у футболі. Цю його діяльність згодом оцінив журнал Time, у своєму списку ста найвпливовіших людей світу назвав гравця «героєм і першопрохідцем». Серед іншої благодійної роботи, Анрі взяв участь у створенні музичного альбому Fever Pitch, що вийшов під егідою ФІФА до чемпіонату світу 2002 року. Всі кошти, виручені з продажу диска, пішли на дослідження методів лікування СНІДу. Крім цього, Анрі неодноразово фінансував фонди боротьби з муковісцидозом.
Манера гри і яскрава особистість зробили Анрі одним з найпривабливіших футболістів з комерційного погляду. За даними агентства Рейтер, серед найбільш комерціалізованих футболістів світу 2007 року він посідав дев'яте місце, зі статком 21 млн фунтів стерлінгів у пресі його назвали восьмим найбагатшим гравцем Прем'єр-ліги. Спортсмен знімався в рекламі Рено Кліо, де вперше прозвучало слово va-va-voom, що означає «життя» або «захват». Слово виявилося настільки популярним, що увійшло в Оксфордський словник англійської мови. 2004 року футболіст підписав контракт зі спортивним гігантом Nike. В одному з рекламних роликів він, перебуваючи в різних приміщеннях квартири на кшталт ванни або вітальні, жартує щодо інших футбольних зірок — Клода Макелеле, Едгара Давідса і Фредді Юнгберга. Ідею навіяв сам Анрі, який зізнався, що думає про футбол постійно — не лише на полі, але й удома. Гравець також взяв участь у так званому «Секретному чемпіонаті» Nike, знаменитому рекламному фільмі Террі Гілліама, в якому присутні 25 суперзірок футболу. Перед чемпіонатом світу 2006 року спортсмен знявся в серії роликів Jogo Bonito, які закликають «грати красиво». Після мундіалю підписав угоду з Reebok, з'явився в їхній рекламі в парі з іспанською актрисою Пас Вегою. У лютому 2007 року був включений в «Чемпіонську програму» Gillette. Вони його назвали «одним з найбільш відомих і успішних спортсменів сучасності». Знявся в серії рекламних роликів, у яких крім нього з'явилися Роджер Федерер і Тайґер Вудс. Починаючи з 2005 року активно співпрацює з компанією PepsiCo.
Від 2006 року Анрі сповідує іслам, в інтерв'ю каналу «Аль-Джазіра» він заявив, що прийняв цю релігію завдяки настановам колег по збірній: «я почав Цікавитися ісламом під впливом своїх друзів по команді — Абідаля і Рібері. Розмовляючи з ними, я відчував себе близьким до ісламу і всім серцем повірив у цю релігію. Іслам став для мене найголовнішою річчю». Відтоді футболіст святкує деякі забиті голи, здійснюючи земний уклін, сажд.
23 серпня 2012 року в Тьєррі Анрі і Андреа Раячич народився син Трістан.

## Статистика виступів

### Клубна статистика
| Клуб                 | Сезон                | Чемпіонат | Чемпіонат | Кубки | Кубки | Єврокубки | Єврокубки | Інші  | Інші | Загалом | Загалом |
| Клуб                 | Сезон                | Матчі     | Голи      | Матчі | Голи  | Матчі     | Голи      | Матчі | Голи | Матчі   | Голи    |
| -------------------- | -------------------- | --------- | --------- | ----- | ----- | --------- | --------- | ----- | ---- | ------- | ------- |
| Монако               | 1994—1995            | 8         | 3         | 0     | 0     | 0         | 0         | 0     | 0    | 8       | 3       |
| Монако               | 1995—1996            | 18        | 3         | 3     | 0     | 1         | 0         | 0     | 0    | 22      | 3       |
| Монако               | 1996—1997            | 36        | 9         | 3     | 0     | 9         | 1         | 0     | 0    | 48      | 10      |
| Монако               | 1997—1998            | 30        | 4         | 5     | 0     | 9         | 7         | 0     | 0    | 44      | 11      |
| Монако               | 1998—1999            | 13        | 1         | 1     | 0     | 5         | 0         | 0     | 0    | 19      | 1       |
| Монако               | Загалом              | 105       | 20        | 12    | 0     | 24        | 8         | 0     | 0    | 141     | 28      |
| → Монако B           | 1994—1995            | 19        | 6         | 0     | 0     | -         | -         | 0     | 0    | 19      | 6       |
| → Монако B           | 1995—1996            | 10        | 0         | 0     | 0     | -         | -         | 0     | 0    | 10      | 0       |
| → Монако B           | 1996—1997            | 2         | 1         | 0     | 0     | -         | -         | 0     | 0    | 2       | 1       |
| → Монако B           | Загалом              | 31        | 7         | 0     | 0     | 0         | 0         | 0     | 0    | 31      | 7       |
| Ювентус              | 1998–1999            | 16        | 3         | 1     | 0     | 0         | 0         | 2     | 0    | 19      | 3       |
| Ювентус              | 1999–2000            | 0         | 0         | 0     | 0     | 1         | 0         | 0     | 0    | 1       | 0       |
| Ювентус              | Загалом              | 16        | 3         | 1     | 0     | 1         | 0         | 2     | 0    | 20      | 3       |
| Арсенал              | 1999–2000            | 31        | 17        | 5     | 1     | 13        | 8         | 0     | 0    | 48      | 26      |
| Арсенал              | 2000–2001            | 35        | 17        | 4     | 1     | 14        | 4         | 0     | 0    | 53      | 22      |
| Арсенал              | 2001–2002            | 33        | 24        | 5     | 1     | 11        | 7         | 0     | 0    | 49      | 32      |
| Арсенал              | 2002–2003            | 37        | 24        | 5     | 1     | 12        | 7         | 1     | 0    | 55      | 32      |
| Арсенал              | 2003–2004            | 37        | 30        | 3     | 3     | 10        | 5         | 1     | 1    | 51      | 39      |
| Арсенал              | 2004–2005            | 32        | 25        | 1     | 0     | 8         | 5         | 1     | 0    | 42      | 30      |
| Арсенал              | 2005–2006            | 32        | 27        | 1     | 1     | 11        | 5         | 1     | 0    | 45      | 33      |
| Арсенал              | 2006–2007            | 17        | 10        | 3     | 1     | 7         | 1         | 0     | 0    | 27      | 12      |
| Арсенал              | Загалом              | 254       | 174       | 27    | 9     | 85        | 42        | 4     | 1    | 370     | 226     |
| Барселона            | 2007–2008            | 30        | 12        | 7     | 4     | 10        | 3         | 0     | 0    | 47      | 19      |
| Барселона            | 2008–2009            | 29        | 19        | 1     | 1     | 12        | 6         | 0     | 0    | 42      | 26      |
| Барселона            | 2009–2010            | 21        | 4         | 1     | 0     | 6         | 0         | 4     | 0    | 32      | 4       |
| Барселона            | Загалом              | 80        | 35        | 9     | 5     | 28        | 9         | 4     | 0    | 121     | 49      |
| Нью-Йорк Ред Буллз   | 2010                 | 12        | 2         | 0     | 0     | -         | -         | 0     | 0    | 12      | 2       |
| Нью-Йорк Ред Буллз   | 2011                 | 29        | 15        | 0     | 0     | -         | -         | 0     | 0    | 29      | 15      |
| Нью-Йорк Ред Буллз   | 2012                 | 27        | 15        | 0     | 0     | -         | -         | 0     | 0    | 27      | 15      |
| Нью-Йорк Ред Буллз   | 2013                 | 32        | 15        | 0     | 0     | -         | -         | 0     | 0    | 32      | 10      |
| Нью-Йорк Ред Буллз   | 2014                 | 35        | 15        | 0     | 0     | -         | -         | 0     | 0    | 35      | 10      |
| Нью-Йорк Ред Буллз   | Загалом              | 135       | 52        | 0     | 0     | 0         | 0         | 0     | 0    | 135     | 52      |
| → Арсенал            | 2011–2012            | 4         | 1         | 2     | 1     | 1         | 0         | 0     | 0    | 7       | 2       |
| → Арсенал            | Загалом              | 4         | 1         | 2     | 1     | 1         | 0         | 0     | 0    | 7       | 2       |
| Загалом за «Арсенал» | Загалом за «Арсенал» | 258       | 175       | 29    | 10    | 86        | 42        | 4     | 1    | 377     | 228     |
| Загалом за кар'єру   | Загалом за кар'єру   | 625       | 292       | 51    | 15    | 139       | 59        | 10    | 1    | 825     | 367     |

### Статистика виступів за збірну
Загальна: 123 матчі (73 перемоги, 33 нічиї, 17 поразок) / 51 гол.
| Дата       | Місто                    | Господарі            | Результат               | Гості                | Турнір                | Голи | Примітки  |
| ---------- | ------------------------ | -------------------- | ----------------------- | -------------------- | --------------------- | ---- | --------- |
| 11-10-1997 | Ланс                     | Франція              | 2 – 1                   | ПАР                  | товариський матч      | -    |           |
| 27-5-1998  | Касабланка               | Бельгія              | 0 – 1                   | Франція              | Hassan II Trophy      | -    |           |
| 29-5-1998  | Касабланка               | Марокко              | 2 – 2                   | Франція              | Hassan II Trophy      | -    |           |
| 12-6-1998  | Марсель                  | Франція              | 3 – 0                   | ПАР                  | ЧС 1998 - 1-й етап    | 1    |           |
| 18-6-1998  | Сен-Дені (Сена-Сен-Дені) | Франція              | 4 – 0                   | Саудівська Аравія    | ЧС 1998 - 1-й етап    | 2    |           |
| 24-6-1998  | Ліон                     | Франція              | 2 – 1                   | Данія                | ЧС 1998 - 1-й етап    | -    |           |
| 28-6-1998  | Ланс                     | Франція              | 1 – 0                   | Парагвай             | ЧС 1998 - 1/8 фіналу  | -    |           |
| 3-7-1998   | Сен-Дені (Сена-Сен-Дені) | Італія               | 0 – 0 д.ч. (3 – 4 п.п.) | Франція              | ЧС 1998 - чвертьфінал | -    |           |
| 8-7-1998   | Сен-Дені (Сена-Сен-Дені) | Франція              | 2 – 1                   | Хорватія             | ЧС 1998 - півфінал    | -    |           |
| 19-8-1998  | Відень                   | Австрія              | 2 – 2                   | Франція              | товариський матч      | -    |           |
| 5-9-1998   | Рейк'явік                | Ісландія             | 1 – 1                   | Франція              | Відбір до ЧЄ 2000     | -    |           |
| 29-3-2000  | Глазго                   | Шотландія            | 0 – 2                   | Франція              | товариський матч      | 1    |           |
| 26-4-2000  | Сен-Дені (Сена-Сен-Дені) | Франція              | 3 – 2                   | Словенія             | товариський матч      | -    |           |
| 28-5-2000  | Загреб                   | Хорватія             | 0 – 2                   | Франція              | товариський матч      | -    |           |
| 4-6-2000   | Касабланка               | Японія               | 2 – 2                   | Франція              | Hassan II Trophy      | -    |           |
| 6-6-2000   | Касабланка               | Марокко              | 1 – 5                   | Франція              | Hassan II Trophy      | 1    |           |
| 11-6-2000  | Брюгге                   | Франція              | 3 – 0                   | Данія                | ЧЄ 2000 - 1-й етап    | 1    |           |
| 16-6-2000  | Брюгге                   | Чехія                | 1 – 2                   | Франція              | ЧЄ 2000 - 1-й етап    | 1    |           |
| 21-6-2000  | Амстердам                | Франція              | 2 – 3                   | Нідерланди           | ЧЄ 2000 - 1-й етап    | -    |           |
| 28-6-2000  | Брюссель                 | Франція              | 2 – 1 д.ч.              | Португалія           | ЧЄ 2000 - півфінал    | 1    |           |
| 2-7-2000   | Брюссель                 | Франція              | 2 – 1                   | Італія               | ЧЄ 2000 - Фінал       | -    | 2-й титул |
| 16-8-2000  | Марсель                  | Франція              | 5 – 1                   | Зірки світу          | товариський матч      | -    |           |
| 2-9-2000   | Сен-Дені (Сена-Сен-Дені) | Франція              | 1 – 1                   | Англія               | товариський матч      | -    |           |
| 4-10-2000  | Сен-Дені (Сена-Сен-Дені) | Франція              | 1 – 1                   | Камерун              | товариський матч      | -    |           |
| 7-10-2000  | Йоганнесбург             | ПАР                  | 0 – 0                   | Франція              | товариський матч      | -    |           |
| 27-2-2001  | Сен-Дені (Сена-Сен-Дені) | Франція              | 1 – 0                   | Німеччина            | товариський матч      | -    |           |
| 24-3-2001  | Сен-Дені (Сена-Сен-Дені) | Франція              | 5 – 0                   | Японія               | товариський матч      | 1    |           |
| 28-3-2001  | Валенсія                 | Іспанія              | 2 – 1                   | Франція              | товариський матч      | -    |           |
| 25-4-2001  | Сен-Дені (Сена-Сен-Дені) | Франція              | 4 – 0                   | Португалія           | товариський матч      | 1    |           |
| 15-8-2001  | Нант                     | Франція              | 1 – 0                   | Данія                | товариський матч      | -    |           |
| 1-9-2001   | Сантьяго                 | Чилі                 | 1 – 1                   | Франція              | товариський матч      | -    |           |
| 6-10-2001  | Сен-Дені (Сена-Сен-Дені) | Франція              | 4 – 1                   | Алжир                | товариський матч      | 1    |           |
| 13-2-2002  | Сен-Дені (Сена-Сен-Дені) | Франція              | 2 – 1                   | Румунія              | товариський матч      | -    |           |
| 27-3-2002  | Сен-Дені (Сена-Сен-Дені) | Франція              | 5 – 0                   | Шотландія            | товариський матч      | 1    |           |
| 17-4-2002  | Сен-Дені (Сена-Сен-Дені) | Франція              | 0 – 0                   | Росія                | товариський матч      | -    |           |
| 26-5-2002  | Сувон                    | Південна Корея       | 2 – 3                   | Франція              | товариський матч      | -    |           |
| 31-5-2002  | Сеул                     | Франція              | 0 – 1                   | Сенегал              | ЧС 2002 - 1-й етап    | -    |           |
| 6-6-2002   | Пусан                    | Франція              | 0 – 0                   | Уругвай              | ЧС 2002 - 1-й етап    | -    |           |
| 21-8-2002  | Радес                    | Туніс                | 1 – 1                   | Франція              | товариський матч      | -    |           |
| 12-10-2002 | Сен-Дені (Сена-Сен-Дені) | Франція              | 5 – 0                   | Словенія             | Відбір до ЧЄ 2004     | -    |           |
| 16-10-2002 | Валлетта                 | Мальта               | 0 – 4                   | Франція              | Відбір до ЧЄ 2004     | 2    |           |
| 20-11-2002 | Сен-Дені (Сена-Сен-Дені) | Франція              | 3 – 0                   | Югославія            | товариський матч      | -    |           |
| 12-2-2003  | Сен-Дені (Сена-Сен-Дені) | Франція              | 0 – 2                   | Чехія                | товариський матч      | -    |           |
| 29-3-2003  | Ланс                     | Франція              | 6 – 0                   | Мальта               | Відбір до ЧЄ 2004     | 2    |           |
| 2-4-2003   | Палермо                  | Ізраїль              | 1 – 2                   | Франція              | Відбір до ЧЄ 2004     | -    |           |
| 30-4-2003  | Сен-Дені (Сена-Сен-Дені) | Франція              | 5 – 0                   | Єгипет               | товариський матч      | 2    |           |
| 18-6-2003  | Ліон                     | Франція              | 1 – 0                   | Колумбія             | Кубок Конфедерацій    | 1    |           |
| 18-6-2003  | Сент-Етьєн               | Франція              | 2 – 1                   | Японія               | Кубок Конфедерацій    | -    |           |
| 22-6-2003  | Сен-Дені (Сена-Сен-Дені) | Франція              | 5 – 0                   | Нова Зеландія        | Кубок Конфедерацій    | 1    |           |
| 26-6-2003  | Сен-Дені (Сена-Сен-Дені) | Франція              | 3 – 2                   | Туреччина            | Кубок Конфедерацій    | 1    |           |
| 29-6-2003  | Сен-Дені (Сена-Сен-Дені) | Камерун              | 0 – 1 д.ч.              | Франція              | Кубок Конфедерацій    | 1    | 2-й титул |
| 20-8-2003  | Женева                   | Швейцарія            | 0 – 2                   | Франція              | товариський матч      | -    |           |
| 6-9-2003   | Сен-Дені (Сена-Сен-Дені) | Франція              | 5 – 0                   | Кіпр                 | Відбір до ЧЄ 2004     | 1    |           |
| 10-9-2003  | Любляна                  | Словенія             | 0 – 2                   | Франція              | Відбір до ЧЄ 2004     | -    |           |
| 11-10-2003 | Сен-Дені (Сена-Сен-Дені) | Франція              | 3 – 0                   | Ізраїль              | Відбір до ЧЄ 2004     | 1    |           |
| 15-11-2003 | Гельзенкірхен            | Німеччина            | 0 – 3                   | Франція              | товариський матч      | 1    |           |
| 31-3-2004  | Роттердам                | Нідерланди           | 0 – 0                   | Франція              | товариський матч      | -    |           |
| 20-5-2004  | Сен-Дені (Сена-Сен-Дені) | Франція              | 0 – 0                   | Бразилія             | товариський матч      | -    |           |
| 6-6-2004   | Сен-Дені (Сена-Сен-Дені) | Франція              | 1 – 0                   | Україна              | товариський матч      | -    |           |
| 13-6-2004  | Лісабон                  | Франція              | 2 – 1                   | Англія               | ЧЄ 2004 - 1-й етап    | -    |           |
| 17-6-2004  | Лейрія                   | Хорватія             | 2 – 2                   | Франція              | ЧЄ 2004 - 1-й етап    | -    |           |
| 21-6-2004  | Коїмбра                  | Швейцарія            | 1 – 3                   | Франція              | ЧЄ 2004 - 1-й етап    | 2    |           |
| 25-6-2004  | Лісабон                  | Франція              | 0 – 1                   | Греція               | ЧЄ 2004 - чвертьфінал | -    |           |
| 18-8-2004  | Ренн                     | Франція              | 1 – 1                   | Боснія і Герцеговина | товариський матч      | -    |           |
| 4-9-2004   | Сен-Дені (Сена-Сен-Дені) | Франція              | 0 – 0                   | Ізраїль              | Відбір до ЧС 2006     | -    |           |
| 8-9-2004   | Торсгавн                 | Фарерські острови    | 0 – 2                   | Франція              | Відбір до ЧС 2006     | -    |           |
| 9-10-2004  | Сен-Дені (Сена-Сен-Дені) | Франція              | 0 – 0                   | Ірландія             | Відбір до ЧС 2006     | -    |           |
| 13-10-2004 | Нікосія                  | Кіпр                 | 0 – 2                   | Франція              | Відбір до ЧС 2006     | 1    |           |
| 17-11-2004 | Сен-Дені (Сена-Сен-Дені) | Франція              | 0 – 0                   | Польща               | товариський матч      | -    |           |
| 9-2-2005   | Сен-Дені (Сена-Сен-Дені) | Франція              | 1 – 1                   | Швеція               | товариський матч      | -    |           |
| 17-8-2005  | Сен-Дені (Сена-Сен-Дені) | Франція              | 3 – 0                   | Кот-д'Івуар          | товариський матч      | 1    |           |
| 3-9-2005   | Ланс                     | Франція              | 3 – 0                   | Фарерські острови    | Відбір до ЧС 2006     | -    |           |
| 7-9-2005   | Дублін                   | Ірландія             | 0 – 1                   | Франція              | Відбір до ЧС 2006     | 1    |           |
| 9-11-2005  | Фор-де-Франс             | Франція              | 3 – 2                   | Коста-Рика           | товариський матч      | 1    |           |
| 12-11-2005 | Сен-Дені (Сена-Сен-Дені) | Франція              | 0 – 0                   | Німеччина            | товариський матч      | -    |           |
| 1-3-2006   | Сен-Дені (Сена-Сен-Дені) | Франція              | 1 – 2                   | Словаччина           | товариський матч      | -    |           |
| 31-5-2006  | Ланс                     | Франція              | 2 – 0                   | Данія                | товариський матч      | 1    |           |
| 7-6-2006   | Сент-Етьєн               | Франція              | 3 – 1                   | КНР                  | товариський матч      | 1    |           |
| 13-6-2006  | Штутгарт                 | Франція              | 0 – 0                   | Швейцарія            | ЧС 2006 - 1-й етап    | -    |           |
| 18-6-2006  | Лейпциг                  | Франція              | 1 – 1                   | Південна Корея       | ЧС 2006 - 1-й етап    | 1    |           |
| 23-6-2006  | Кельн                    | Того                 | 0 – 2                   | Франція              | ЧС 2006 - 1-й етап    | 1    |           |
| 27-6-2006  | Ганновер                 | Іспанія              | 1 – 3                   | Франція              | ЧС 2006 - 1/8 фіналу  | -    |           |
| 1-7-2006   | Франкфурт-на-Майні       | Бразилія             | 0 – 1                   | Франція              | ЧС 2006 - чвертьфінал | 1    |           |
| 5-7-2006   | Мюнхен                   | Португалія           | 0 – 1                   | Франція              | ЧС 2006 - півфінал    | -    |           |
| 9-7-2006   | Берлін                   | Італія               | 1 – 1 д.ч. (5 – 3 п.п.) | Франція              | ЧС 2006 - Фінал       | -    |           |
| 16-8-2006  | Сараєво                  | Боснія і Герцеговина | 1 – 2                   | Франція              | товариський матч      | -    |           |
| 2-9-2006   | Тбілісі                  | Грузія               | 0 – 3                   | Франція              | Відбір до ЧЄ 2008     | -    |           |
| 6-9-2006   | Сен-Дені (Сена-Сен-Дені) | Франція              | 3 – 1                   | Італія               | Відбір до ЧЄ 2008     | 1    |           |
| 7-10-2006  | Глазго                   | Шотландія            | 1 – 0                   | Франція              | Відбір до ЧЄ 2008     | -    |           |
| 11-10-2006 | Сошо                     | Франція              | 5 – 0                   | Фарерські острови    | Відбір до ЧЄ 2008     | 1    |           |
| 15-11-2006 | Сен-Дені (Сена-Сен-Дені) | Франція              | 1 – 0                   | Греція               | товариський матч      | 1    |           |
| 7-2-2007   | Сен-Дені (Сена-Сен-Дені) | Франція              | 0 – 1                   | Аргентина            | товариський матч      | -    |           |
| 22-8-2007  | Трнава                   | Словаччина           | 0 – 1                   | Франція              | товариський матч      | 1    |           |
| 8-9-2007   | Мілан                    | Італія               | 0 – 0                   | Франція              | Відбір до ЧЄ 2008     | -    |           |
| 13-10-2007 | Торсгавн                 | Фарерські острови    | 0 – 6                   | Франція              | Відбір до ЧЄ 2008     | 1    |           |
| 17-10-2007 | Нант                     | Франція              | 2 – 0                   | Литва                | Відбір до ЧЄ 2008     | 2    |           |
| 21-11-2007 | Київ                     | Україна              | 2 – 2                   | Франція              | Відбір до ЧЄ 2008     | 1    |           |
| 6-2-2008   | Малага                   | Іспанія              | 1 – 0                   | Франція              | товариський матч      | -    |           |
| 31-5-2008  | Тулуза                   | Франція              | 0 – 0                   | Парагвай             | товариський матч      | -    |           |
| 3-6-2008   | Сен-Дені (Сена-Сен-Дені) | Франція              | 1 – 0                   | Колумбія             | товариський матч      | -    |           |
| 13-6-2008  | Берн                     | Нідерланди           | 4 – 1                   | Франція              | ЧЄ 2008 - 1-й етап    | 1    |           |
| 17-06-2008 | Цюрих                    | Франція              | 0 – 2                   | Італія               | ЧЄ 2008 - 1-й етап    | -    |           |
| 20-8-2008  | Гетеборг                 | Швеція               | 2 – 3                   | Франція              | товариський матч      | -    |           |
| 6-9-2008   | Відень                   | Австрія              | 3 – 1                   | Франція              | Відбір до ЧС 2010     | -    |           |
| 10-9-2008  | Сен-Дені (Сена-Сен-Дені) | Франція              | 2 – 1                   | Сербія               | Відбір до ЧС 2010     | 1    |           |
| 11-10-2008 | Констанца                | Румунія              | 2 – 2                   | Франція              | Відбір до ЧС 2010     | -    |           |
| 15-10-2008 | Сен-Дені (Сена-Сен-Дені) | Франція              | 3 – 1                   | Туніс                | товариський матч      | 2    |           |
| 19-11-2008 | Сен-Дені (Сена-Сен-Дені) | Франція              | 0 – 0                   | Уругвай              | товариський матч      | -    |           |
| 11-2-2009  | Марсель                  | Франція              | 0 – 2                   | Аргентина            | товариський матч      | -    |           |
| 28-3-2009  | Каунас                   | Литва                | 0 – 1                   | Франція              | Відбір до ЧС 2010     | -    |           |
| 1-4-2009   | Сен-Дені (Сена-Сен-Дені) | Франція              | 1 – 0                   | Литва                | Відбір до ЧС 2010     | -    |           |
| 5-9-2009   | Сен-Дені (Сена-Сен-Дені) | Франція              | 1 – 1                   | Румунія              | Відбір до ЧС 2010     | 1    |           |
| 9-9-2009   | Белград                  | Сербія               | 1 – 1                   | Франція              | Відбір до ЧС 2010     | 1    |           |
| 10-10-2009 | Генгам                   | Франція              | 5 – 0                   | Фарерські острови    | Відбір до ЧС 2010     | -    |           |
| 14-10-2009 | Сен-Дені (Сена-Сен-Дені) | Франція              | 3 – 1                   | Австрія              | Відбір до ЧС 2010     | 1    |           |
| 14-11-2009 | Дублін                   | Ірландія             | 0 – 1                   | Франція              | Відбір до ЧС 2010     | -    |           |
| 18-11-2009 | Сен-Дені (Сена-Сен-Дені) | Франція              | 1 – 1                   | Ірландія             | Відбір до ЧС 2010     | -    |           |
| 3-3-2010   | Сен-Дені (Сена-Сен-Дені) | Франція              | 0 – 2                   | Іспанія              | товариський матч      | -    |           |
| 26-5-2010  | Ланс                     | Франція              | 2 – 1                   | Коста-Рика           | товариський матч      | -    |           |
| 30-5-2010  | Радес                    | Туніс                | 1 – 1                   | Франція              | товариський матч      | -    |           |
| 4-6-2010   | Сен-П'єрр                | Франція              | 0 – 1                   | КНР                  | товариський матч      | -    |           |
| 11-6-2010  | Кейптаун                 | Уругвай              | 0 – 0                   | Франція              | ЧС 2010 - 1-й етап    | -    |           |
| 22-6-2010  | Блумфонтейн              | Франція              | 1 – 2                   | ПАР                  | ЧС 2010 - 1-й етап    | -    |           |
| Усього     |                          | Матчів (2 місце)     | 123                     |                      | Голів (1 місце)       | 51   |           |